# Mainothrus aquaticus
Mainothrus aquaticus är en kvalsterart som beskrevs av Choi 1996. Mainothrus aquaticus ingår i släktet Mainothrus och familjen Trhypochthoniidae. Inga underarter finns listade i Catalogue of Life.